# Underground - o Atentado de Tóquio e a Mentalidade Japonesa
Underground - o Atentado de Tóquio e a Mentalidade Japonesa é um livro escrito por Haruki Murakami e editado em Portugal pela Tinta da China.
É a única obra não ficcionada de Murakami, escrita na sequência do atentado no metro de Tóquio, ocorrido em 1995.

## Sinopse
Na manhã de 20 de Março de 1995, em três linhas do metropolitano de Tóquio, os passageiros foram surpreendidos por uma estranha sensação de mal-estar, como se todos tivessem subitamente adoecido.
Na verdade, os passageiros encontravam-se sob o efeito de gás Sarin, colocado nas carruagens por elementos da seita Aum Shinrikyo (Verdade Suprema). Um dos mais famosos episódios do terrorismo contemporâneo, o atentado de Tóquio não só traumatizou as vítimas directas mas abalou toda a sociedade japonesa.
Várias indagações surgiram: o que sentiram os sobreviventes do ataque? Como reagiram? Como explicar a obediência dos fiéis seguidores do líder da Aum?
Neste livro, o autor compõe as entrevistas que realizou a dezenas de vítimas do gás sarin e a vários membros da Aum Shinrikyo, tecendo uma narrativa em que procura compreender a relação entre o atentado e a mentalidade japonesa.